# Devonport
Devonport, tidigare Plymouth Dock eller bara Dock, är ett distrikt i Plymouth i sydvästra England, i grevskapet Devon, England. År 2011 var invånarantalet 14 788 invånare.
Devonport var en civil parish fram till 1974. Civil parish hade 72 738 invånare år 1951. Devonport var ett distrikt från 1837 till 1914 när blev den en del av Plymouth.